# Nadine Muse
Pour les articles homonymes, voir Muse.
Nadine Muse est une ingénieure du son et une monteuse son française.

## Filmographie (sélection)
- 1976 : La Surprise du chef de Pascal Thomas
- 1977 : La Septième Compagnie au clair de lune de Robert Lamoureux
- 1977 : Repérages de Michel Soutter
- 1977 : Le Maestro de Claude Vital
- 1978 : La Clé sur la porte d'Yves Boisset
- 1980 : Le Coup du parapluie de Gérard Oury
- 1981 : La Chèvre de Francis Veber
- 1981 : Garde à vue de Claude Miller
- 1981 : Allons z'enfants d'Yves Boisset
- 1983 : Mortelle Randonnée de Claude Miller
- 1984 : La Vengeance du serpent à plumes de Gérard Oury
- 1984 : Canicule d'Yves Boisset
- 1985 : L'Effrontée de Claude Miller
- 1987 : Vent de panique de Bernard Stora
- 1987 : Hôtel de France de Patrice Chéreau
- 1987 : Lévy et Goliath de Gérard Oury
- 1988 : La Petite Voleuse de Claude Miller
- 1988 : Bonjour l'angoisse de Pierre Tchernia
- 1988 : La Travestie d'Yves Boisset
- 1989 : I Want to Go Home d'Alain Resnais
- 1989 : Sauf votre respect de Guy Hamilton
- 1989 : Force majeure de Pierre Jolivet
- 1990 : Présumé dangereux de Georges Lautner
- 1991 : Les Amants du Pont-Neuf de Leos Carax
- 1991 : Simple mortel de Pierre Jolivet
- 1991 : Fortune Express d'Olivier Schatzky
- 1993 : Louis, enfant roi de Roger Planchon
- 1994 : La Machine de François Dupeyron
- 1995 : Élisa de Jean Becker
- 1996 : L'Élève d'Olivier Schatzky
- 1998 : Ceux qui m'aiment prendront le train de Patrice Chéreau
- 1999 : Les Enfants du marais de Jean Becker
- 2001 : Intimité de Patrice Chéreau
- 2001 : Un crime au Paradis de Jean Becker
- 2002 : Une femme de ménage de Claude Berri
- 2003 : Les Sentiments de Noémie Lvovsky
- 2004 : Comme une image d'Agnès Jaoui
- 2005 : L'un reste, l'autre part de Claude Berri
- 2008 : Parlez-moi de la pluie d'Agnès Jaoui
- 2009 : Persécution de Patrice Chéreau
- 2009 : OSS 117 : Rio ne répond plus de Michel Hazanavicius
- 2011 : Propriété interdite d'Hélène Angel
- 2011 : The Artist de Michel Hazanavicius
- 2011 : Le Temps du silence de Franck Appréderis
- 2012 : Amour de Michael Haneke
- 2012 : Journal de France de Raymond Depardon et Claudine Nougaret
- 2012 : La Nuit nomade de Marianne Chaud
- 2013 : La Vénus à la fourrure de Roman Polanski
- 2014 : The Search de Michel Hazanavicius
- 2015 : La Vie très privée de Monsieur Sim de Michel Leclerc

## Distinctions
Nominations
- BAFTA 2012 : British Academy Film Award du meilleur son pour The Artist
- César du meilleur son
  - en 1984 pour Mortelle Randonnée
  - en 1999 pour Ceux qui m'aiment prendront le train
  - en 2013 pour Amour
  - en 2014 pour La Vénus à la fourrure